# Червячный редуктор

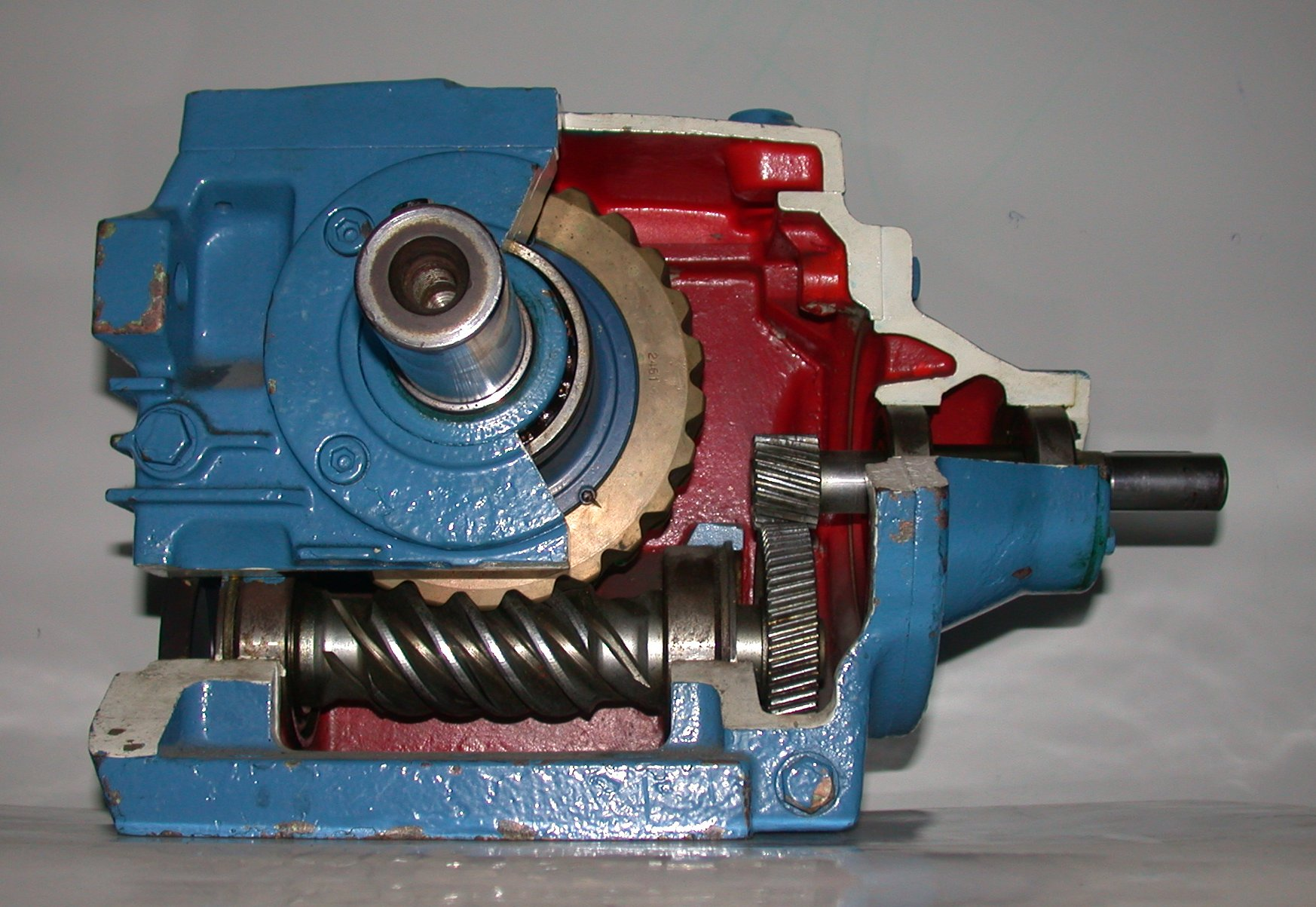
Цилиндрическо-червячный редуктор в разрезе.

Червячный редуктор — это зубчатый механизм в корпусе, предназначенный для понижения частоты вращения, увеличения крутящего момента и передачи вращения под прямым углом, используя червячную передачу.

## Червячный редуктор
Редуктор червячный — один из классов механических редукторов. Редукторы классифицируются по типу колёс механической передачи. Редуктор называется червячным по виду резьбы ведущего вала, вращение которого передаёт момент на ведомое зубчатое колесо, червячная передача, находящейся внутри редуктора, передающей и преобразующей крутящий момент. Винт, который лежит в основе червячной передачи, имеет так называемую "червячную резьбу", отсюда и название. Червячный редуктор может быть с одной или более механическими планетарными передачами.
Двигатель со встроенным червячным редуктором называют червячным мотор-редуктором.
Наиболее распространены одноступенчатые червячные редукторы. При очень больших передаточных числах применяют либо двухступенчатые червячные редукторы, либо комбинированные червячно-цилиндрические или цилиндро-червячные редукторы, либо червячно-конические. В одноступенчатых червячных редукторах червяк может располагаться под колесом (наиболее часто применяется), над колесом, горизонтально сбоку колеса и вертикально сбоку колеса. Выбор схемы червячного редуктора определяется требованиями компоновки. Червячные редукторы с нижним расположением червяка применяют при v1 < 5 м/с, с верхним — при v1 > 5 м/с. В червячных редукторах с боковым расположением червяка смазка подшипников вертикальных валов затруднена.
В червячных редукторах для повышения сопротивления заеданию применяют более вязкие масла, чем в цилиндрических и конических редукторах. При скоростях скольжения Vск < 7…10 м/с смазку червячных передач редукторов осуществляют окунанием червяка или колеса в масляную ванну, предусмотренную корпусом редуктора. При нижнем расположении червяка уровень масла в ванне должен проходить по центру нижнего шарика или ролика подшипника качения, а червяк должен быть погружён в масло примерно на высоту витка. Если уровень масла устанавливают по подшипникам и червяк не окунается в масло, то на валу червяка устанавливают маслоразбрызгивающие кольца (крыльчатки), которые и подают масло на червяк и колесо. В червячных редукторах Vск < 7…10 м/с применяют циркуляционно-принудительную смазку, при которой масло от насоса через фильтр и холодильник подаётся в зону зацепления.
Так как при работе передачи создаются большие осевые усилия как на тихоходном, так и на быстроходном валах, требуется применять радиально-упорные подшипники. Чаще всего по расчёту требуются роликовые конические радиально-упорные подшипники, ролики таких подшипников имеют форму усечённого конуса.

## Червячная передача
В червячных редукторах используется червячная передача.
Червячная передача состоит из винта, называемого червяком, и червячного колеса, представляющего собой разновидность косозубого колеса.
Червячные передачи относятся к зубчато-винтовым. Если в зубчато-винтовой передаче углы наклона зубьев принять такими, чтобы зубья шестерни охватывали её вокруг, то эти зубья превращаются в витки резьбы, шестерня — в червяк, а передача — из винтовой зубчатой в червячную.
Ведущее звено червячной передачи в большинстве случаев — червяк, а ведомое — червячное колесо. Обратная передача зачастую невозможна — КПД червячного редуктора в совокупности с передаточным отношением вызывают самостопорение редуктора. Это свойство начинает проявляться при передаточных числах от 35 и выше. Однако более корректно говорить не о передаточном числе, а об угле подъёма червяка, при уменьшении которого в определённый момент возникает самоторможение. Полное самоторможение достигается в передаче, в которой угол подъёма винтовой линии червяка равен или меньше 3.5°. Однако производители редукторов далеко не всегда предоставляют информацию об этом параметре в своих каталогах, и разработчикам приходится оперировать именно передаточными числами. Описанное свойство, в зависимости от области применения редуктора, может быть как достоинством, так и недостатком. Например, было бы конструкторской ошибкой применять червячный редуктор в приводе, скажем, закаточного устройства, при заправке которого требуется вручную поворачивать бобину с закатываемым листовым материалом, так как червячный редуктор даже с передаточным отношением меньше 25 довольно тяжело провернуть за ведомый вал. Наоборот, применение червячного редуктора (с большим передаточным числом червячной пары) в приводе подъёмника позволяет во многих случаях отказаться от установки дополнительного тормозного устройства.
Преимущество червячной передачи по сравнению с винтовой зубчатой в том, что начальный контакт звеньев происходит по линии, а не в точке. Угол скрещивания валов червяка и червячного колеса может быть каким угодно, но обычно он равен 90°. В отличие от косозубого колеса обод червячного колеса имеет вогнутую форму, способствующую некоторому облеганию червяка и соответственно увеличению площади контактных поверхностей. Направление и угол подъёма зубьев червячного колеса такие же, как и у витков резьбы червяка. Резьба червяка может быть однозаходной или многозаходной, а также правой или левой. Наиболее распространена правая резьба с числом заходов z1=1…4.
Различают два основных вида червячных передач: цилиндрические, или просто червячные, передачи (с цилиндрическими червяками) и глобоидные (с глобоидными червяками).
По сравнению с обыкновенными зубчатыми передачами, передаточное отношение (передаточное число) червячного редуктора может быть значительно большим. Так, например, при однозаходном червяке (z1=1) и червячном колесе с z2=100 передаточное число передачи u =100. При одном и том же передаточном числе червячный редуктор гораздо компактнее обыкновенной зубчатой передачи. Возможность осуществления большого передаточного числа при одной ступени передачи, компактность, плавность и бесшумность работы — основные достоинства редукторов с червячной передачей. Благодаря этим достоинствам червячные передачи широко применяют в подъёмно-транспортных машинах, различных станках и некоторых других машинах. Передаточное число червячной передачи принимают обычно в пределах u = 8…90, но в специальных установках оно доходит до u=1000 и более.
В червячной передаче помимо потерь передаваемой мощности, свойственных зубчатой передаче, имеются потери мощности, свойственные винтовой паре. Следовательно, к. п. д. червячного редуктора значительно меньше, что является основным недостатком червячных передач. К недостаткам относятся также склонность витков резьбы червяка и зубьев колеса к заеданию и необходимость применения для венцов червячных колёс дорогих антифрикционных материалов. Из-за этих недостатков червячные редукторы применяют значительно реже зубчатых и только для передачи небольших и средних мощностей, обычно до 50 кВт и реже — до 200 кВт.

## Червячный мотор-редуктор
Благодаря своей конструкции, мотор-редукторы с червячной передачей характеризуются плавностью и бесшумностью работы. К достоинствам червячного мотор-редуктора также можно отнести компактность — червячный мотор-редуктор будет значительно меньшего размера по сравнению с аналогичным мотор-редуктором с зубчатой передачей с одним и тем же передаточным числом редуктора. Характерной особенностью червячного мотор-редуктора является свойство самоторможения.
Червячные мотор-редукторы имеют развёрнутое под 90 градусов расположение выходного вала, что бывает удобно в случае, когда нет возможности (например, по габаритам) расположить весь мотор-редуктор с соосным расположением вала.